# ليكسي لوف
ليكسي لوف (بالإنجليزية: Lexi Love)‏ ولدت في 23 ديسمبر 1980 ببوسطن في ماساتشوستس)، هي ممثلة إباحية أمريكية متقاعدة وموسيقار وفنانة أداء، كما تقوم بالتسويق لبعض العلامات التجارية المعروفة إلى حد ما.

## النشأة
ظهرت ليكسي لوف في العديد من أشرطة الفيديو والكليبات الموسيقية وزادت شهرتها عقب دخولها عالم الإباحية حيث انتشرت مشاهد لها في مواقع التواصل الاجتماعي بشكل كبير خاصة وأنها تُصور الكثير منها. بعد مدة بسيطة خفت شهرتها لكنها عاودت الظهور مجددا لكن هذه المرة من خلال تجسيدها لعدة أدوار في الفيلم الروائي قطع المخرج للكاتب ريفكين، كما ظهرت في دور عاهرة في فيلم جي تي آي في (GTAV).
ظهرت ليكسي في العديد من المقابلات التي عُرضت على شاشة التلفزيون أو تلك التي تُعرض على الراديو؛ ولعل أبرز ما شاركت فيه كان البرامج الإذاعي أوبي وأنتوني الذي يُبث في صباح كل يوم والذي أجرت فيه إلى جانب كل من ديريك ورومان لازلو، كما استقبلها هوارد ستيرن في برنامجه الشهير هوارد ستيرن شو

## المسيرة المهنية
في عام 2009، فتحت ليكسي لوف موقعا لها على النت حجرته تحت نطاق lexilove.com وقد ساعدها في ذلك عدد من الممثلين الإباحيين الآخرين الذين يعملون لصالح شركة سايبر كواتر (بالإنجليزية: cybersquatter)‏، وكانت الشركة قد حجزت النطاق عام 2005؛ أي بعد عام واحد فقط من دخول ليكسي لوف عالم الإباحية وتصوير أفلام الكبار وعلى الرغم من ليكسي لم تُسجل أي علامة تجارية باسمها حتى عام 2008 إلا أن المنظمة العالمية للملكية الفكرية قضت بأن ليكسي يجب أن تحصل على نطاق الموقع باعتبار أن القانون العام يفرض ذهاب العلامات التجارية إلى صاحبها وليس من كان السباق لها.

## المقابلات الإعلامية
ظهرت لوف في العديد من وسائل الاعلام على الإنترنت؛ حيث أجرت عشرات المقابلات لصالح أفضل المدونات والمواقع بما في ذلك هافينغتون بوست، هافينغتون بوست لايف، ثري ليست، مدونة دايلي موشن، وغيرهم الكثير.

## روابط خارجية
- ليكسي لوف على موقع IMDb (الإنجليزية)
- ليكسي لوف على موقع قاعدة بيانات الفيلم (الإنجليزية)